# Alfons Sarrach
Alfons Sarrach (ur. 1927 w Gdańsku, zm. 6 czerwca 2013 w Großenlüder) – niemiecki pisarz i publicysta.
Studiował w Rzymie, Poznaniu i Warszawie. W latach 1952–1958 mieszkał w Polsce, w latach 1958-1965 w Niemczech, później w Kenii, Ugandzie, Tanzanii, Tajlandii i Indiach. Był żonaty z Anneliese Hempel, historyczką. Mieszkał w Esslingen am Neckar.

## Publikacje
- Der Sieg der Sühne, Verlag Kirche heute, Wigratzbad 2009, ISBN 978-3-9810196-0-5.
- Jenseits des Scheins, Miriam-Verlag, Jestetten 2007, ISBN 978-3-87449-349-9.
- Medjugorjes Botschaft vom dienenden Gott, Miriam-Verlag, Jestetten 1993, ISBN 3-87449-238-9.
- Ich adoptierte Kinder aus Indien, Droemer Knaur, München 1985, ISBN 3-426-01299-5.
- Weine über Deutschland, mein Kind, Edition S, Bad Herrenalb 2000, ISBN 3-929549-13-1.